# Sapropel

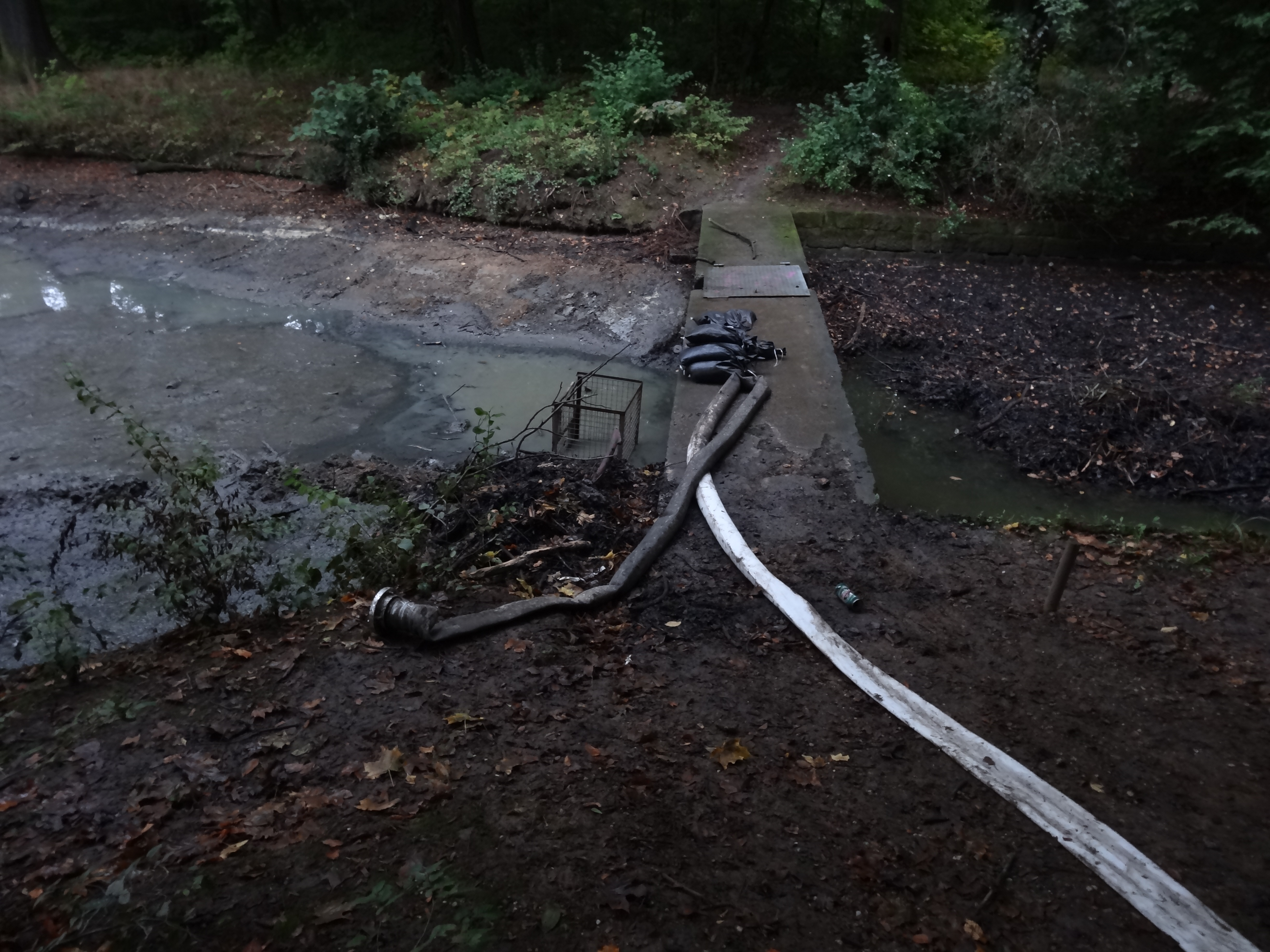
Las hojas podridas a lo largo de canales y estanques provocan la formación de sapropel.

En geología marina se denomina sapropel (del griego sapros, ‘putrefacción’ y pelos, ‘barro’) al lodo de color oscuro que se forma en los lechos oceánicos como consecuencia de la sedimentación de materia orgánica durante largos períodos anóxicos. A partir de sapropel se termina formando —mediante diferentes procesos químicos— el petróleo.

## Composición
La concentración de carbono orgánico en el sapropel es de alrededor del 2 % en peso. En él abundan las moléculas en estado reducido, como el metano y el sulfuro de hidrógeno; estas sustancias dotan al sapropel de un olor muy desagradable al olfato humano.

## Formación
Se piensa que el lento proceso de formación del sapropel tiene lugar durante episodios de baja concentración de oxígeno en las aguas marinas profundas, especialmente durante los denominados eventos anóxicos oceánicos. La falta de oxígeno se puede deber a una reducida circulación de las aguas profundas y/o a un aumento de la demanda de oxígeno en las aguas superficiales.
Un aumento de la producción primaria en las aguas superficiales provocaría el descenso de los niveles de oxígeno a causa de un aumento de la demanda bioquímica de oxígeno, lo cual conllevaría la muerte de organismos marinos y la consecuente descomposición de sus restos orgánicos, los cuales llegan al lecho oceánico debido a la nieve marina. Cuando la materia orgánica depositada en el fondo es muy abundante, pero el oxígeno es escaso, no se llega a completar el proceso de descomposición y mineralización del carbono, por lo que este se acumula como materia orgánica junto a otros sedimentos, formando el cieno sapropélico.